# Artist of Stardom Championship
L'Artist of Stardom Championship est un championnat de catch (lutte professionnelle) féminin par équipes de trois utilisé par la World Wonder Ring Stardom (Stardom). Il est créé le 14 janvier 2013 quand Act Yasukawa (en), Natsuki Taiyo (en) et Saki Kashima battent Kellie Skater (en), Portia Perez et Tomoka Nakagawa (en) en finale d'un tournoi.

## Histoire
Le 24 décembre 2012, la World Wonder Ring Stardom présente la ceinture de championne Artist of Stardom et annonce l'organisation d'un tournoi pour désigner les premières championnes. Deux jours plus tard, la Stardom fixe la date de ce tournoi au 14 janvier 2013 et dévoile les quatre équipes participantes :
- Act Yasukawa (en), Natsuki Taiyo (en) et Saki Kashima[2]
- Miho Wakizawa, Tsukasa Fujimoto et Yui Yokoo[2]
- Io Shirai, Mayu Iwatani et Natsumi Showzuki[2]
- Kellie Skater (en), Portia Perez et Tomoka Nakagawa (en)[2]

|  | Demi-finales                                             | Demi-finales                                             | Demi-finales                                   | Demi-finales                                   |                                             |                                             | Finale | Finale | Finale | Finale |
|  |                                                          |                                                          |                                                |                                                |                                             |                                             |        |        |        |        |
|  |                                                          |                                                          |                                                |                                                |                                             |                                             |        |        |        |        |
|  | Miho Wakizawa, Tsukasa Fujimoto et Yui Yokoo             | Miho Wakizawa, Tsukasa Fujimoto et Yui Yokoo             | 8:09                                           | 8:09                                           |                                             |                                             |        |        |        |        |
|  | Miho Wakizawa, Tsukasa Fujimoto et Yui Yokoo             | Miho Wakizawa, Tsukasa Fujimoto et Yui Yokoo             | 8:09                                           | 8:09                                           |                                             |                                             |        |        |        |        |
|  | Act Yasukawa (en), Natsuki Taiyo (en) et Saki Kashima    | Act Yasukawa (en), Natsuki Taiyo (en) et Saki Kashima    | Tombé                                          | Tombé                                          |                                             |                                             |        |        |        |        |
|  | Act Yasukawa (en), Natsuki Taiyo (en) et Saki Kashima    | Act Yasukawa (en), Natsuki Taiyo (en) et Saki Kashima    | Tombé                                          | Tombé                                          | Act Yasukawa, Natsuki Taiyo et Saki Kashima | Act Yasukawa, Natsuki Taiyo et Saki Kashima | Tombé  | Tombé  |        |        |
|  |                                                          |                                                          |                                                |                                                | Act Yasukawa, Natsuki Taiyo et Saki Kashima | Act Yasukawa, Natsuki Taiyo et Saki Kashima | Tombé  | Tombé  |        |        |
|  |                                                          |                                                          | Kellie Skater, Portia Perez et Tomoka Nakagawa | Kellie Skater, Portia Perez et Tomoka Nakagawa | 9:56                                        | 9:56                                        |        |        |        |        |
|  | Io Shirai, Mayu Iwatani et Natsumi Showzuki              | Io Shirai, Mayu Iwatani et Natsumi Showzuki              | Kellie Skater, Portia Perez et Tomoka Nakagawa | Kellie Skater, Portia Perez et Tomoka Nakagawa | 9:56                                        | 9:56                                        | 8:14   | 8:14   |        |        |
|  | Io Shirai, Mayu Iwatani et Natsumi Showzuki              | Io Shirai, Mayu Iwatani et Natsumi Showzuki              |                                                |                                                |                                             |                                             |        | 8:14   |        |        |
|  | Kellie Skater (en), Portia Perez et Tomoka Nakagawa (en) | Kellie Skater (en), Portia Perez et Tomoka Nakagawa (en) | Tombé                                          | Tombé                                          |                                             |                                             |        |        |        |        |
|  | Kellie Skater (en), Portia Perez et Tomoka Nakagawa (en) | Kellie Skater (en), Portia Perez et Tomoka Nakagawa (en) | Tombé                                          | Tombé                                          |                                             |                                             |        |        |        |        |

| #  | Championnes                                                                                       | Règne | Date              | Durée     | Défenses | Événement                                                | Lieu      | Notes | Réf    |
| -- | ------------------------------------------------------------------------------------------------- | ----- | ----------------- | --------- | -------- | -------------------------------------------------------- | --------- | --- | ------ |
| 1  | Kawasaki Katsushika Saikyou Densetsu (Act Yasukawa (en), Natsuki Taiyo (en) et Saki Kashima (en)) | 1er   | 14 janvier 2013   | 115 jours | 0        | New Year Stars 2013: Stardom Day of the 2nd Anniversary  | Tokyo     | Elles battent Kellie Skater (en), Portia Perez et Tomoka Nakagawa (en) en finale d'un tournoi.                                          | [ 3 ]  |
| -  | Vacant                                                                                            | -     | 9 mai 2013        | -         | -        | NC                                                       | NC        | À la suite d'une blessure de Yasukawa.                                                                                                  | [ 4 ]  |
| 2  | Chibis (Kairi Hojo, Kaori Yoneyama (en) et Yuhi (en))                                             | 1er   | 23 juin 2013      | 134 jours | 2        | Chapter Two Beginning                                    | Tokyo     | Elles battent Christina Von Eerie, Hailey Hatred (en) et Kyoko Kimura dans un match pour désigner les nouvelles championnes.            | [ 5 ]  |
| 3  | Kimura Monster-gun (Alpha Female (en), Female Predator Amazon (en) et Kyoko Kimura)               | 1er   | 4 novembre 2013   | 55 jours  | 0        | Stardom 100th Commemorative Tournament                   | Tokyo     | | [ 6 ]  |
| 4  | Tawashis (Hiroyo Matsumoto (en), Mayu Iwatani et Miho Wakizawa (en))                              | 1er   | 29 décembre 2013  | 224 jours | 4        | Stardom Yearend Climax 2013                              | Tokyo     | | [ 7 ]  |
| 5  | Tomodachi Mania (Hatsuhinode Kamen (ja), Kaori Yoneyama (en) (2) et Tsubasa Kuragaki (en))        | 1er   | 10 août 2014      | 119 jours | 0        | Stardom × Stardom 2014                                   | Tokyo     | | [ 8 ]  |
| 6  | Heisei-gun (Io Shirai, Mayu Iwatani (2) et Takumi Iroha (en)))                                    | 1er   | 7 décembre 2014   | 128 jours | 1        | Stardom Queen Tradition                                  | Tokyo     | | [ 9 ]  |
| -  | Vacant                                                                                            | -     | 14 avril 2015     | -         | -        | NC                                                       | NC        | À la suite d'une blesse au genou de Takumi Iroha.                                                                                       | [ 10 ] |
| 7  | Candy Crush (Chelsea (ja), Kairi Hojo (2) et Koguma (en))                                         | 1er   | 3 mai 2015        | 209 jours | 0        | Stardom Golden Week Stars 2015                           | Tokyo     | Elles battent Io Shirai, Mayu Iwatani, and Reo Hazuki.                                                                                  | [ 11 ] |
| -  | Vacant                                                                                            | -     | 28 novembre 2015  | -         | -        | NC                                                       | NC        | À la suite du renvoi de Koguma en septembre.                                                                                            | ,      |
| 8  | Team Hyper Destroyers (Evie, Hiroyo Matsumoto (en) (2) et Kellie Skater (en))                     | 1er   | 6 décembre 2015   | 84 jours  | 2        | Stardom Goddesses of Stars 2015                          | Tokyo     | Elles battent Io Shirai, Mayu Iwatani et Momo Watanabe ainsi qu'Act Yasukawa, Kris Wolfand Kyoko Kimura dans un combat à trois équipes. | [ 13 ] |
| 9  | Threedom (Io Shirai (2), Kairi Hojo (3) et Mayu Iwatani (3))                                      | 1er   | 28 février 2016   | 217 jours | 2        | Stardom 5th Anniversary                                  | Osaka     | | [ 14 ] |
| 10 | Oedo Tai (Hana Kimura, Kagetsu (en) et Kyoko Kimura (2))                                          | 1er   | 2 octobre 2016    | 93 jours  | 2        | Shin-Kiba Taikai                                         | Tokyo     | | [ 15 ] |
| -  | Vacant                                                                                            | -     | 3 janvier 2017    | -         | -        | NC                                                       | NC        | À la suite d'une blessure au poignet d'Hana Kimura.                                                                                     | [ 10 ] |
| 11 | Queen's Quest (HZK (en), Io Shirai (3) et Momo Watanabe (en))                                     | 1er   | 7 janvier 2017    | 92 jours  | 0        | Stardom New Years Stars 2017                             | Osaka     | Elles battent Kagetsu, Kyoko Kimura et Viper.                                                                                           | [ 16 ] |
| -  | Vacant                                                                                            | -     | 9 avril 2017      | -         | -        | NC                                                       | NC        | À la suite d'une blessure de Momo Watanabe.                                                                                             | [ 10 ] |
| 12 | Queen's Quest (AZM (en), HZK (en) (2) et Io Shirai (4))                                           | 1er   | 15 avril 2017     | 21 jours  | 0        | Stardom Grows Up Stars 2017                              | Yokohama  | Elles battent Hana Kimura, Kagetsu et La Rosa Negra                                                                                     | [ 17 ] |
| 13 | Hiromi Mimura (ja), Kairi Hojo (4) et Konami (en)                                                 | 1er   | 6 mai 2017        | 29 jours  | 1        | Stardom Golden Week Stars 2017                           | Tokyo     | | [ 18 ] |
| 14 | Queen's Quest (AZM (en) (2), HZK (en) (3) et Io Shirai (5))                                       | 2e    | 4 juin 2017       | 13 jours  | 0        | Stardom Shining Stars 2017                               | Tokyo     | | [ 19 ] |
| 15 | Team Jungle (Hiroyo Matsumoto (en) (3), Jungle Kyona (en) et Kaori Yoneyama (en) (3))             | 1er   | 17 juin 2017      | 57 jours  | 0        | Stardom Shining Stars 2017                               | Yokohama  | | [ 20 ] |
| 16 | Queen's Quest (HZK (en) (4), Io Shirai (6) et Viper)                                              | 1er   | 13 août 2017      | 245 jours | 3        | Stardom Midsummer Champions                              | Tokyo     | | [ 21 ] |
| -  | Vacant                                                                                            | -     | 15 avril 2018     | -         | -        | NC                                                       | NC        | | [ 10 ] |
| 17 | J.A.N. (Jungle Kyona (en) (2), Natsuko Tora (en) et Kaori Yoneyama (en) (4))                      | 1er   | 27 mai 2018       | 126 jours | 2        | Stardom Shining Stars 2018                               | Osaka     | | [ 10 ] |
| 18 | Stars (Mayu Iwatani (4), Saki Kashima (en) (2) et Tam Nakano)                                     | 1er   | 30 septembre 2018 | 228 jours | 4        | Stardom 5★Star Grand Prix 2018 - Grand Champion Carnival | Nagoya    | | [ 22 ] |
| 19 | Tokyo Cyber Squad (Hana Kimura (2), Jungle Kyona (en) (3) et Konami (en) (2))                     | 1er   | 16 mai 2019       | 38 jours  | 1        | Stardom Gold May 2019                                    | Tokyo     | | [ 23 ] |
| 20 | Stars (Mayu Iwatani (5), Saki Kashima (en) (3) et Tam Nakano (2))                                 | 2e    | 23 juin 2019      | 27 jours  | 1        | Stardom Saki Kashima's Homecoming                        | Matsue    | | [ 24 ] |
| 21 | Oedo Tai (Andras Miyagi (en), Kagetsu (en) (2) et Sumire Natsu (en))                              | 1er   | 20 juillet 2019   | 126 jours | 1        | Stardom World Big Summer in Osaka                        | Osaka     | | [ 25 ] |
| 22 | Queen's Quest (AZM (en) (3), Momo Watanabe (en) (2) et Utami Hayashishita)                        | 1er   | 23 novembre 2019  | 77 jours  | 1        | Stardom Goddess of Stars 2019 - Day 1                    | Tokyo     | | [ 26 ] |
| 23 | Donna Del Mondo (Giulia, Maika et Syuri (en))                                                     | 1er   | 8 février 2020    | 280 jours | 2        | Stardom The Way To Major League                          | Tokyo     | | [ 27 ] |
| 24 | Oedo Tai (Bea Priestley, Natsuko Tora (en) (2) et Saki Kashima (en) (4))                          | 1er   | 14 novembre 2020  | 32 jours  | 0        | Stardom Korakuen New Landscape                           | Tokyo     | | [ 28 ] |
| 25 | Stars/Cosmic Angels (Mina Shirakawa, Tam Nakano (3) et Unagi Sayaka (en))                         | 1er   | 16 décembre 2020  | 291 jours | 7        | Stardom Road To Osaka Dream Cinderella - Day 2           | Tokyo     | | [ 29 ] |
| 26 | MaiHimePoi (Himeka (en), Maika (2) et Natsupoi (en))                                              | 1er   | 3 octobre 2021    | 237 jours | 7        | Stardom Nagoya Two Days - Day 2                          | Nagoya    | | [ 30 ] |
| 27 | Oedo Tai (Momo Watanabe (en) (3), Starlight Kid (en) et Saki Kashima (en) (5))                    | 1er   | 28 mai 2022       | 215 jours | 5        | Stardom Flashing Champions                               | Tokyo     | | [ 31 ] |
| 28 | Prominence (Hiragi Kurumi (en), Risa Sera (en), Suzu Suzuki (en)))                                | 1er   | 29 décembre 2022  | 115 jours | 2        | Dream Queendom 2022                                      | Tokyo     | Dans un match hardcore. | [ 32 ] |
| 29 | REstart (Kairi (5), Natsupoi (en) (2) et Saori Anou (en))                                         | 1er   | 23 avril 2023     | 34 jours  | 0        | Allstar Grand Queendom 2023                              | Yokohama  | | [ 33 ] |
| 30 | Baribari Bombers (Giulia (2), Mai Sakurai (en), Thekla (en))                                      | 1er   | 27 mai 2023       | 221 jours | 3        | Flashing Champions 2023                                  | Tokyo     | | [ 34 ] |
| 31 | Abarenbo GE (Syuri (en) (2), Mirai (en), Ami Sohrei (en))                                         | 1er   | 3 janvier 2024    | 87 jours  | 1        | New Year Stars 2024                                      | Yokohama  | | [ 35 ] |
| 32 | Empress Nexus Venus (Maika (3), Mina Shirakawa (2), Xena (en))                                    | 1er   | 30 mars 2024      | 127 jours | 2        | Stardom                                                  | Sendai    | | [ 36 ] |
| 33 | Cosmic Angels (Natsupoi (en), Saori Anou (en) et Tam Nakano)                                      | 1er   | 4 août 2024       | 265 jours | 0        | Stardom                                                  | Hamamatsu | | [ 37 ] |

## Règnes combinés

### En équipe
| Rang | Équipe                                                                                            | Règnes | Défenses | Jours |
| ---- | ------------------------------------------------------------------------------------------------- | ------ | -------- | ----- |
| 1    | Stars/Cosmic Angels (Mina Shirakawa, Tam Nakano et Unagi Sayaka (en))                             | 1      | 7        | 291   |
| 2    | Donna Del Mondo (Giulia, Maika et Syuri (en))                                                     | 1      | 2        | 280   |
| 3    | Stars (Mayu Iwatani, Saki Kashima (en) et Tam Nakano)                                             | 2      | 5        | 255   |
| 4    | Queen's Quest (HZK (en), Io Shirai et Viper)                                                      | 1      | 3        | 245   |
| 5    | MaiHimePoi (Himeka (en), Maika et Natsupoi (en))                                                  | 1      | 7        | 237   |
| 6    | Tawashis (Hiroyo Matsumoto (en), Mayu Iwatani et Miho Wakizawa (en))                              | 1      | 4        | 224   |
| 7    | Baribari Bombers (Giulia, Mai Sakurai (en), Thekla (en))                                          | 1      | 3        | 221   |
| 8    | Threedom (Io Shirai, Kairi Hojo et Mayu Iwatani)                                                  | 1      | 2        | 217   |
| 9    | Oedo Tai (Momo Watanabe (en), Starlight Kid (en) et Saki Kashima (en))                            | 1      | 5        | 215   |
| 10   | Candy Crush (Chelsea (ja), Kairi Hojo et Koguma (en))                                             | 1      | 0        | 209   |
| 11   | Chibis (Kairi Hojo, Kaori Yoneyama (en) et Yuhi (en))                                             | 1      | 2        | 134   |
| 12   | Heisei-gun (Io Shirai, Mayu Iwatani et Takumi Iroha (en)))                                        | 1      | 1        | 128   |
| 13   | Empress Nexus Venus (Maika, Mina Shirakawa, Xena (en))                                            | 1      | 2        | 127   |
| 14   | J.A.N. (Jungle Kyona (en), Natsuko Tora (en) et Kaori Yoneyama (en))                              | 1      | 2        | 126   |
| 14   | Oedo Tai (Andras Miyagi (en), Kagetsu (en) et Sumire Natsu (en))                                  | 1      | 1        | 126   |
| 16   | Tomodachi Mania (Hatsuhinode Kamen (ja), Kaori Yoneyama (en) et Tsubasa Kuragaki (en))            | 1      | 0        | 119   |
| 17   | Prominence (Hiragi Kurumi (en), Risa Sera (en), Suzu Suzuki (en)))                                | 1      | 2        | 115   |
| 17   | Kawasaki Katsushika Saikyou Densetsu (Act Yasukawa (en), Natsuki Taiyo (en) et Saki Kashima (en)) | 1      | 0        | 115   |
| 19   | Oedo Tai (Hana Kimura, Kagetsu (en) et Kyoko Kimura)                                              | 1      | 2        | 93    |
| 20   | Queen's Quest (HZK (en), Io Shirai et Momo Watanabe (en))                                         | 1      | 0        | 92    |
| 21   | Abarenbo GE (Syuri (en), Mirai (en), Ami Sohrei (en))                                             | 1      | 1        | 87    |
| 22   | Team Hyper Destroyers (Evie, Hiroyo Matsumoto (en) et Kellie Skater (en))                         | 1      | 2        | 84    |
| 23   | Queen's Quest (AZM (en), Momo Watanabe (en) et Utami Hayashishita)                                | 1      | 1        | 77    |
| 24   | Team Jungle (Hiroyo Matsumoto (en), Jungle Kyona (en) et Kaori Yoneyama (en))                     | 1      | 0        | 57    |
| 25   | Kimura Monster-gun (Alpha Female (en), Female Predator Amazon (en) et Kyoko Kimura)               | 1      | 0        | 55    |
| 26   | Tokyo Cyber Squad (Hana Kimura, Jungle Kyona (en) et Konami (en))                                 | 1      | 1        | 38    |
| 27   | Queen's Quest (AZM (en), HZK (en) et Io Shirai)                                                   | 2      | 0        | 34    |
| 27   | REstart (Kairi, Natsupoi (en) et Saori Anou (en))                                                 | 1      | 0        | 34    |
| 29   | Oedo Tai (Bea Priestley, Natsuko Tora (en) et Saki Kashima (en))                                  | 1      | 0        | 32    |
| 30   | Hiromi Mimura (ja), Kairi Hojo et Konami (en)                                                     | 1      | 0        | 29    |
| 31   | Cosmic Angels (Natsupoi (en), Saori Anou (en) et Tam Nakano)                                      | 1      | 0        | 265   |

### Individuellement
| Rang | Catcheuse                   | Règnes | Jours |
| ---- | --------------------------- | ------ | ----- |
| 1    | Mayu Iwatani                | 5      | 824   |
| 2    | Io Shirai                   | 6      | 716   |
| 3    | Maika                       | 3      | 644   |
| 4    | Saki Kashima (en)           | 5      | 617   |
| 5    | Tam Nakano                  | 4      | 811   |
| 6    | Giulia                      | 2      | 501   |
| 7    | Kairi Hojo                  | 5      | 489   |
| 8    | Kaori Yoneyama (en)         | 4      | 436   |
| 9    | Mina Shirakawa              | 2      | 418   |
| 10   | Momo Watanabe (en)          | 3      | 384   |
| 11   | Hazuki (en)                 | 4      | 371   |
| 12   | Syuri (en)                  | 2      | 367   |
| 13   | Hiroyo Matsumoto (en)       | 3      | 365   |
| 14   | Unagi Sayaka (en)           | 1      | 291   |
| 15   | Natsupoi (en)               | 3      | 536   |
| 16   | Viper                       | 1      | 245   |
| 17   | Himeka (en)                 | 1      | 237   |
| 18   | Miho Wakizawa (en)          | 1      | 224   |
| 19   | Jungle Kyona (en)           | 3      | 221   |
| 19   | Mai Sakurai (en)            | 1      | 221   |
| 19   | Thekla (en)                 | 1      | 221   |
| 22   | Kagetsu (en)                | 2      | 219   |
| 23   | Starlight Kid (en)          | 1      | 215   |
| 24   | Chelsea (ja)                | 1      | 209   |
| 24   | Koguma (en)                 | 1      | 209   |
| 26   | Natsuko Tora (en)           | 2      | 158   |
| 27   | Kyoko Kimura                | 2      | 148   |
| 28   | Yuhi (en)                   | 1      | 134   |
| 29   | Hana Kimura                 | 2      | 131   |
| 30   | Takumi Iroha (en)           | 1      | 128   |
| 31   | Xena (en)                   | 1      | 127   |
| 32   | Andras Miyagi (en)          | 1      | 126   |
| 32   | Sumire Natsu (en)           | 1      | 126   |
| 34   | Hatsuhinode Kamen (ja)      | 1      | 119   |
| 34   | Tsubasa Kuragaki (en)       | 1      | 119   |
| 36   | Act Yasukawa (en)           | 1      | 115   |
| 36   | Hiragi Kurumi (en)          | 1      | 115   |
| 36   | Natsuki Taiyo (en)          | 1      | 115   |
| 36   | Risa Sera (en)              | 1      | 115   |
| 36   | Suzu Suzuki (en)            | 1      | 115   |
| 41   | AZM (en)                    | 3      | 111   |
| 42   | Ami Sohrei (en)             | 1      | 87    |
| 42   | Mirai (en)                  | 1      | 87    |
| 44   | Evie                        | 1      | 84    |
| 44   | Kellie Skater (en)          | 1      | 84    |
| 46   | Utami Hayashishita          | 1      | 77    |
| 47   | Konami (en)                 | 2      | 67    |
| 48   | Alpha Female (en)           | 1      | 55    |
| 48   | Female Predator Amazon (en) | 1      | 55    |
| 50   | Saori Anou (en)             | 2      | 299   |
| 51   | Bea Priestley               | 1      | 32    |
| 52   | Hiromi Mimura (ja)          | 1      | 29    |